# Кастро, Серхио де (экономист)
Серхио де Кастро Спикула (исп. Sergio de Castro Spikula; 25 января 1930, Сантьяго — 26 апреля 2024) — чилийский государственный деятель и экономист.

## Образование и преподавание
Окончил Католический университет Чили. Докторскую степень получил в Чикагском университете. Профессор экономического факультета Католического университета Чили, с 1965 по 1968 год его декан.

## Политика
C августа 1972 года играл важную роль при написании экономической программы для деловых кругов, альтернативной как для политики левого правительства, так и для традиционной для Чили политики импортозамещения. Программа, известная как «кирпич», была в основном завершена к маю 1973 года, её пятистраничное резюме было передано командованию военно-морского флота. 12 сентября 1973 года, на следующий день после военного переворота, программа была передана членам военной хунты. В ней предусматривалось освобождение цен, снижение внешнеторговых тарифов, уменьшение госсектора, модернизация сельского хозяйства, формирование рынка капиталов.
14 сентября 1973 года Серхио де Кастро был назначен советником военного министра экономики.
Был одним из ведущих представителей группы чилийских экономистов, работавших во время военного режима Аугусто Пиночета с целью построения экономики свободного рынка в Чили (чикаго-бойз), на первом этапе экономических реформ (1974—1981).
Министр экономики с 1975 по 1976.
Министр финансов с 1976 по 1982.

### Смерть
Умер 26 апреля 2024 года в возрасте 94 лет.